# Bhutahi
Bhutahi (nep. भुटाही) – gaun wikas samiti we wschodniej części Nepalu w strefie Sagarmatha w dystrykcie Saptari. Według nepalskiego spisu powszechnego z 2001 roku liczył on 636 gospodarstw domowych i 3572 mieszkańców (1735 kobiet i 1837 mężczyzn).